# Mijo Crnoja
Mijo Crnoja (Jajce, 1967.), hrvatski branitelj, specijalni policajac i bivši hrvatski ministar branitelja, ujedno i ministar s najkraćim mandatom u novijoj hrvatskoj povijesti (šest dana).